# 印度总统府
印度總統府（英語： pronunciationⓘ，直譯即總統府），即原印度總督府（Viceroy's House），是印度總統的官邸，位於新德里责任大道。

## 歷史
印度總督最初是在加爾各答的贝尔韦代雷府（Belvedere House）工作，19世紀初搬到加尔各答总督府（Government House，即今西孟加拉邦首長官邸）。1911年12月的德里杜爾巴決定將印度首都遷至新德里，因此也定下建造印度總督府的計劃。建築由埃德溫·勒琴斯設計，巴洛克建築風格，並吸收了印度建築的元素。

## 建築
印度總統府共四層，340個房間，佔地面積200,000平方英尺（19,000平方）。它雖屬於愛德華巴洛克建築，但吸收了許多印度建築的特色。這包括大量的印度-撒拉逊式浮雕、查特里和名為“ jalis”的紅色砂岩。。

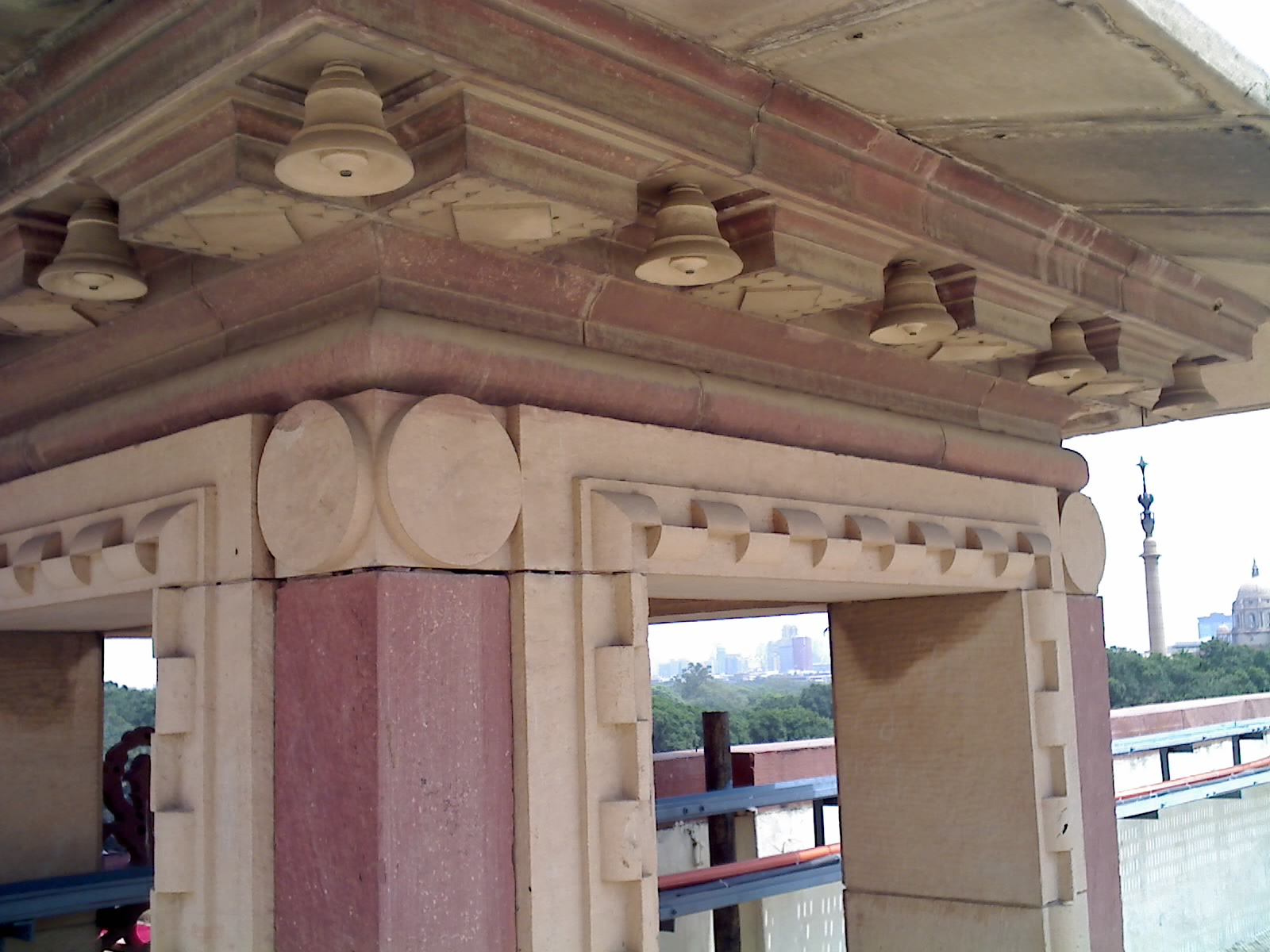
查特里

## 外部連接
- President of India: Rashtrapati Bhavan, Official website（页面存档备份，存于）
- She does Chandigarh proud, Research on Rashtrapati Bhavan architecture（页面存档备份，存于）

28°36′52″N 77°11′59″E / 28.614342°N 77.199804°E
Template:德里地标